# Physiculus kaupi
Physiculus kaupi är en fiskart som beskrevs av Poey, 1865. Physiculus kaupi ingår i släktet Physiculus och familjen Moridae. Inga underarter finns listade i Catalogue of Life.